# Curugpanjang
Curugpanjang is een bestuurslaag in het regentschap Lebak van de provincie Banten, Indonesië. Curugpanjang telt 4396 inwoners (volkstelling 2010).